# Powellinia peilei
Powellinia peilei är en fjärilsart som beskrevs av Rothschild. Powellinia peilei ingår i släktet Powellinia och familjen nattflyn. Inga underarter finns listade i Catalogue of Life.